# Гай Юлий Корнут Тертулл
Гай Юлий Корнут Тертулл (лат. Gaius Iulius Cornutus Tertullus) — римский политический деятель конца I века — начала II века.
Корнут родился в памфилийском городе Перге. При императоре Нероне он вошёл в состав сената. В 73 году император Веспасиан назначает Тертулла на должность «censura inter praetorios adlectus». После 74 года он получает пост проконсула провинции Нарбонская Галлия.
В 97 году Корнут становится префектом Сатурнова эрария. В 100 году он занимал должность консула-суффекта вместе с Плинием Младшим. После этого Гай становится куратором Эмилиевой дороги, а затем легатом в Аквитании.
В 111 году Тертулл отправляется в качестве наместника в провинцию Вифиния и Понт. В 116 году он был проконсулом провинции Африка. Похоронен Корнут в Тускуле.
Супругом его дочери Юлии Тертуллы был консул-суффект 101 года Луций Юлий Марин Цецилий Симплекс.